# Пальченко Євгеній Михайлович
Євген Михайлович Пальченко (нар. 22 січня 1999, с. Ометинці, Вінницька область) — український військовослужбовець, капітан, командир танкової роти 59 ОМПБр Збройних сил України, учасник російсько-української війни, Герой України.

## Життєпис
Закінчив школу в родинному селі Ометинці.
Вирішив обрати фах військового за прикладом старшого брата, який закінчив Національну академію Державної прикордонної служби України імені Богдана Хмельницького.
Після завершення 11-го класу школи подав документи до 3 навчальних закладів військового спрямування (у Львові, Житомирі та Києві), а також у Національну академію Державної прикордонної служби України імені Богдана Хмельницького.
На 2-му курсі навчання познайомився з майбутньою дружиною.
Закінчив Національну академію сухопутних військ імені гетьмана Петра Сагайдачного на факультеті «Бойового застосування військ» на посаду «Загальновійськовий командир танкового пірозділу». Після випуску з академії отримав звання лейтенант і проходив службу у 59 ОМПБр на посаді командира танкового взводу.
Згодом за наказом командира частини був призначений командиром танкової роти.
Під час російського вторгнення в Україну 2022 року старший лейтенант Євген Пальченко наприкінці лютого, керуючи взводом танків, допоміг особовому складу бригади вийти з оточення під Олешками, три дні утримував оборону місцевого мосту, знищив ворожу техніку, а також обороняв Мішково-Погорілове на в'їзді до Миколаєва.

## Нагороди
- звання «Герой України» з врученням ордена «Золота Зірка» (2 березня 2022) — за особисту мужність і героїзм, виявлені у захисті державного суверенітету та територіальної цілісності України, вірність військовій присязі[3].